# Richwood (Teksas)
Richwood – miasto w Stanach Zjednoczonych, w stanie Teksas, w hrabstwie Brazoria.